# Justin Ier
Vous lisez un « article de qualité » labellisé en 2017.
Justin Ier (latin : Flavius Iustinus Augustus ; grec ancien : Φλάβιος Ίουστίνος Αϋγουστος, comme empereur Ίουστίνος Αʹ Ό Μέγας) est né en 450 ou 452 près de Niš et mort le 1er août 527 à Constantinople. Empereur romain à un âge avancé, il règne du 10 juillet 518 à sa mort. Il est le fondateur de la dynastie justinienne.
D'origine modeste, il s'élève jusqu'à la magistrature suprême par la voie des armes. De simple soldat du corps des Excubites, il devient général et mène diverses campagnes sous le règne d'Anastase Ier lors desquelles, sans faire montre de talents militaires exceptionnels, il prouve sa fidélité à l'empereur. Devenu membre de l'aristocratie de Constantinople et chef des Excubites, il occupe une place centrale dans le processus de succession d'Anastase. Sans qu'il soit possible de savoir le rôle exact qu'il joue, il tire parti de circonstances favorables pour apparaître comme un candidat de compromis et être nommé empereur en 518.
Son règne, de près de dix ans, est relativement calme. Il rompt avec la politique religieuse d'Anastase et se plie à l'orthodoxie chalcédonienne. Par conséquent, il rétablit les relations avec la papauté, sans pour autant réprimer violemment le monophysisme. Sur le plan intérieur, il consolide sa légitimité en éliminant ses rivaux et parvient à pacifier la vie urbaine en luttant contre la violence des factions. Enfin, sa politique étrangère est principalement tournée vers l'Orient. D'abord en paix avec les Sassanides, il manœuvre pour accroître l'influence byzantine dans le Caucase, jusqu'à déclencher une guerre ouverte avec les Perses, tandis qu'il soutient le développement du christianisme en mer Rouge.
Le personnage de Justin a souvent été l'objet de jugements sévères ou caricaturaux, tant par les chroniqueurs contemporains que par les historiens modernes : ses contempteurs ont fait de lui un berger inculte, inapte à gouverner, qui serait parvenu au pouvoir grâce à un concours de circonstances et qui, frappé par une sénilité grandissante, n'aurait régné qu'en nom sous la tutelle de son neveu et successeur Justinien. Si l'influence de Justinien sur son oncle est indiscutable, et s'il apparaît clairement comme le successeur désigné de Justin, des analyses plus nuancées sont peu à peu apparues, remettant en cause l'idée d'une mainmise absolue de Justinien sur les destinées impériales entre 518 et 527.

## Sources
Les sources du règne de Justin sont similaires à celles sur Justinien. En revanche, elles accordent une plus grande importance à celui-ci qu'à Justin, le plus souvent maintenu à l'arrière-plan. Ainsi, le principal historien byzantin du VIe siècle, Procope de Césarée, ne mentionne Justin que de manière incidente, notamment dans son Histoire secrète de Justinien, et souvent avec un certain mépris. De même, ses livres sur les Guerres de Justinien reviennent souvent sur la vie de Justin. Le seul historien contemporain à consacrer un ouvrage entier au règne de Justin est Hésychios de Milet, mais son travail a été perdu. De même, l’Historia Ecclesiastica de Théodore le Lecteur, qui s'arrête à la mort de Justin, n'existe plus qu'au travers de quelques extraits. En revanche, le livre de Pierre le Patrice à propos des cérémonies, le Katastasis, a survécu et livre une description détaillée du couronnement de Justin. Les grands historiens de la période comme Évagre le Scholastique, Jean Malalas ou Zacharie le Rhéteur, s'ils s'attardent plus sur Justinien, livrent également des informations sur Justin. D'autres ouvrages plus spécifiques peuvent apporter des éclairages intéressants sur certains éléments de la politique byzantine de l'époque. C'est le cas de la Topographie chrétienne de Cosmas Indicopleustès, un voyageur originaire d'Alexandrie qui décrit les relations entre l'Empire et les royaumes de la mer Rouge, ou encore des écrits de Cassiodore sur les relations entre les Byzantins et les Ostrogoths. En langue latine, la chronologie de Marcellinus Comes est particulièrement riche, d'autant qu'il est proche de Justinien alors qu'il n'est encore que le successeur à venir de son oncle. Enfin, de nombreuses sources ecclésiastiques, parfois d'auteurs originaires des provinces orientales, ont survécu et donnent un aperçu de la politique religieuse de Justin, même si les convictions religieuses des auteurs débouchent souvent sur des récits partiaux.

## Biographie

### Origine et ascension vers le pouvoir

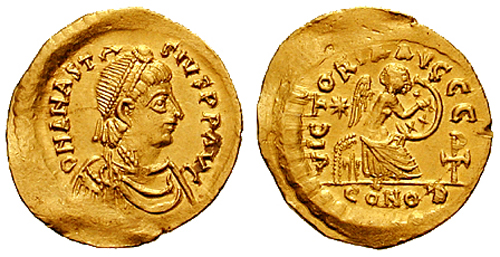
Solidus représentant Anastase Ier.

Flavius Iustinus est né vers 450 dans la ville de Bederiana,, près de Niš, dans la province de Dacie méditerranéenne, où le latin plutôt que le grec est langue d’usage. Les sources sont partagées sur son origine exacte, soit thraco-romaine, soit illyrienne. À plusieurs reprises dans l'histoire de l'Empire romain, des hommes originaires de cette région sont devenus empereurs, à l'image de Claude II le Gothique, Aurélien ou Constantin Ier. C'est aussi une région frontalière régulièrement menacée par les invasions barbares. Fils d’agriculteurs et paysan lui-même, il se rend à Constantinople vers 470 avec deux compagnons, connus sous les noms de Zimarchus et Dityvistus. Un tel exil est alors courant pour fuir les dévastations causées par les incursions répétées de peuples barbares. Arrivé dans la capitale, il se joint au corps des Excubites que l’empereur Léon Ier vient de créer pour contrebalancer l'influence des troupes de fédérés germains. L'armée est alors le meilleur moyen pour un individu de basse extraction de s'élever dans la société. Il a la réputation d'être illettré, une accusation rapportée notamment par Procope de Césarée. Ce dernier, issu de l'aristocratie impériale, rabaisse un empereur d'ascendance modeste, comme il le fait aussi pour Justinien qui prend sa suite. Dans son Histoire secrète, il affirme que Justin a besoin d'un pochoir pour signer les édits impériaux : une sorte de règle dans laquelle est gravée l'expression legi (« j'ai lu »). D'autres chroniqueurs mettent l'accent sur le manque d'éducation de Justin. Jean le Lydien déclare que « hormis son expérience militaire, il ne connaissait aucune science », et Zacharie le Rhéteur défend aussi la thèse de l'illettrisme. Toutefois, l'historien russe Alexandre Vassiliev remet en cause cette idée. Il rappelle que Justin n'est pas le seul à utiliser le « pochoir » décrit par Procope, un objet qui permet de signer plus vite les nombreux documents qui peuvent se présenter. En outre, Vassiliev doute fortement qu'un personnage ayant atteint un tel niveau dans la hiérarchie sociale soit dépourvu de toute capacité intellectuelle et estime que les propos de Procope sont à prendre avec précaution.
Sur le plan familial, les parents de Justin ne sont pas connus. En revanche, il a au moins une sœur, dont le nom pourrait être Vigilantia (ou Bigleniza, qui est la forme slave de ce patronyme). Elle a un fils, Justinien, qui est adopté plus tard par Justin et devient son successeur, ainsi qu'une fille, Vigilantia. Il a aussi un frère qui a plusieurs enfants, parmi lesquels Germanus, cousin de Justinien, qui devient un général important sous les règnes de Justin et de Justinien. Son épouse, Euphémie (née Lucipina), apparemment d’origine barbare, aurait été esclave et concubine d’un autre homme avant d'attirer l'attention de Justin, avec qui elle se marie.
Tout au long de sa carrière militaire, Justin progresse dans la hiérarchie et acquiert progressivement les faveurs impériales. Lors de la guerre contre les Isauriens, entre 492 et 497, il occupe déjà des postes de commandement puisqu'il est au rang d'hypostrategos, soit général en second. Selon Procope de Césarée, il s'oppose à Jean le Bossu, l'un des deux généraux qui mènent la guerre en Isaurie. Il est emprisonné et condamné à mort, mais Jean le Bossu aurait été convaincu en rêve de ne pas exécuter la sentence, laissant la vie sauve à Justin. Cet épisode singulier est mentionné uniquement par Procope et participe à construire un destin impérial à Justin. En effet, les chroniqueurs de l'époque tendent à développer des histoires faisant intervenir des éléments surnaturels pour expliquer les cas d'ascension aussi surprenants que celui de Justin. D'après l'historienne Virginie Girod, le songe dont aurait été victime Jean le Bossu à propos de Justin ferait ainsi partie des nombreux contes qui circulaient depuis la Haute Antiquité. Il était en effet assez courant à l'époque d'inventer a posteriori des présages afin de renforcer la légitimité d'un empereur, car cela faisait partie des croyances selon lesquelles une grande destinée devait nécessairement être annoncée par un présage. En 503, Justin participe à la guerre d'Anastase contre les Sassanides. Il est l'un des généraux de l'armée de Celer (magister officiorum) qui contre-attaque après les premiers assauts de Kavadh Ier. Il ne semble pas avoir accompli de grands exploits militaires lors de cette campagne. Enfin, en 515, il contribue à mater la révolte de Vitalien, un général byzantin qui était en désaccord avec la politique fiscale et religieuse de l'empereur Anastase Ier. Là encore, Procope semble romancer son action et il lui attribue la prise d'un navire de la flotte de Vitalien qui débouche sur la défaite du général séditieux.
Quelles qu'aient été ses actions militaires, elles révèlent ses qualités de chef et il conserve toujours les faveurs impériales. Ainsi, il devient patrice, ce qui le fait rentrer au Sénat et fait de lui l'un des membres de l'élite aristocratique byzantine. Plus encore, il est nommé à la tête du corps des Excubites qu'il a intégré dans sa jeunesse. Si ce commandement est relativement modeste par rapport à d'autres postes plus prestigieux, il a l'avantage de le mettre à proximité directe du pouvoir, car c'est cette unité qui assure la sécurité du Grand Palais et, par conséquent de l'empereur.

### Nomination comme empereur

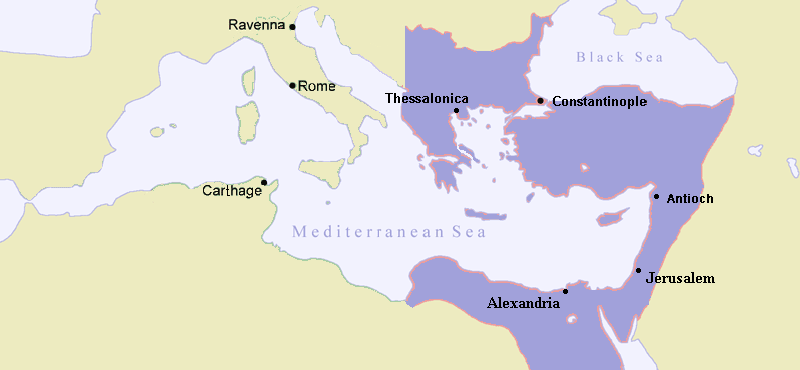
L'Empire romain d'Orient.

L'empereur Anastase Ier meurt le 10 juillet 518, ne laissant pour héritiers que trois neveux, dont le plus susceptible de lui succéder est Hypace, magister militum qui réside à Antioche. Le décès est annoncé par les silentiaires au maître des offices, Celer, ainsi qu'à Justin. Le lendemain, Celer convoque le Sénat pendant que le peuple s'attroupe à l'hippodrome de Constantinople. Le peuple exige du Sénat qu'il nomme un empereur, mais aucun favori ne se dégage véritablement. Celer tente d'accélérer les choses et presse les sénateurs pour qu'ils désignent un successeur avant que la pression populaire ne débouche sur l'élévation d'un personnage pas forcément bien vu par la classe aristocratique. Avec Amantius, le praepositius sacri cubiculi (grand chambellan), il essaie de favoriser l'élévation au trône de Théocritès, un général peu connu qu'ils estiment facile à manipuler. Pour augmenter leurs chances, ils ont besoin du soutien des Excubites, mais Justin ne veut pas de Théocritès comme empereur et détourne l'argent que lui versent Celer et Amantius. Le projet de ces derniers tombe à l'eau, et Justin pourrait avoir utilisé l'or pour son propre compte,. En s'appuyant sur les sources d'époque, l'historien irlandais John Bagnell Bury estime que Justin a habilement manœuvré pour apparaître comme le candidat idéal : en suscitant l'opposition entre les Excubites et les scholes palatines, il aurait incité le Sénat à intervenir pour mettre un terme au blocage et éviter que ne soit nommé un candidat non soutenu par l'élite aristocratique de l'Empire.
Quoi qu'il en soit, l'impasse est réelle. Ni le Sénat ni le peuple ne parviennent à se décider. L'armée, qui a souvent joué un rôle déterminant dans les successions impériales à Rome, met en avant ses propres favoris. Les Excubites choisissent un certain Jean comme candidat. Toutefois, cet officier est violemment rejeté par les Bleus, l'une des factions de l'hippodrome. De leurs côtés, les Scholes palatines promeuvent leur propre favori, un maître des milices dont l'identité n'est pas connue. Cette fois, ce sont les Excubites qui le rejettent et manquent de peu de le tuer. Ils lui préfèrent Justinien, le neveu de Justin, qui refuse. Ce blocage persistant fait peser le risque d'une véritable guerre civile alors que le général Vitalien, qui s'est récemment rebellé contre Anastase, reste une option envisageable, bien que rejetée par une partie notable de l'aristocratie de Constantinople. C'est dans ce contexte que le Sénat décide de nommer Justin comme empereur. Ce choix surprenant pourrait bien avoir désarçonné le premier intéressé, car Justin semble avoir renâclé à revêtir la pourpre impériale. Les Scholes palatines sont d'abord hostiles à ce choix et certains de ses membres blessent Justin quand il leur est présenté. Toutefois, le soutien du peuple et des deux factions opposées des Bleus et des Verts, ainsi que d'une part notable de l'armée, a raison de ces réticences. Il entre dans la loge impériale de l’hippodrome où il est hissé sur un bouclier après que le chef des lanciers a déposé une chaîne d’or sur sa tête. Après avoir revêtu la robe de pourpre et les bottes rouges impériales, il est couronné par le patriarche Jean II de Cappadoce avant de se rendre en procession à la basilique Hagia Sophia,,.
Justin devint ainsi empereur à l’âge d'environ 65 ans presque par hasard, à la suite d'un concours de circonstances favorables. Il apparaît avant tout comme le candidat de l'aristocratie et du Sénat, qui ont joué le rôle central dans sa nomination. Ensuite, il a pu bénéficier du soutien des Excubites, son corps d'origine, qui ne l'a pourtant pas mis en avant spontanément. Son opinion favorable au concile de Chalcédoine pourrait aussi expliquer le soutien du peuple, notamment de la faction des Bleus. Enfin, son âge avancé, son rang sénatorial ainsi que sa connaissance des arcanes du Grand Palais comme comte des Excubites expliquent que les différentes entités concernées par le processus de nomination l'ont soutenu, pariant sur un règne relativement court et une personnalité aisément manipulable. Toutefois, plusieurs pans de cette succession particulièrement complexe restent plongés dans l'ombre et certains personnages ont pu peser de manière décisive sur l'accession de Justin, au premier rang desquels figure son neveu Justinien, lui-même un temps pressenti pour revêtir la pourpre impériale.

## Politique intérieure

### La consolidation du pouvoir

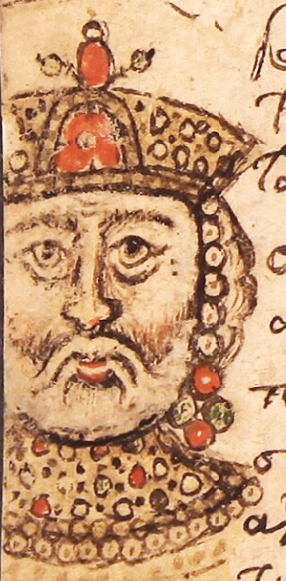
Portrait de Justin dans le mutinensis gr. 122, manuscrit du XV.

La première priorité pour Justin et ses collaborateurs, notamment Justinien, est de renforcer son assise sur le trône, étant donné le contexte de son arrivée au pouvoir. L'un de ses premiers gestes comme empereur est de faire exécuter l'eunuque Amantius qui a essayé de l'impliquer dans le projet de nomination de Théocritès. En effet, Amantius persiste à s'opposer à Justin et à sa volonté de revenir au concile de Chalcédoine. Dès les premiers jours suivant son intronisation, Amantius le dénonce publiquement, mais il ne peut susciter le soutien populaire en sa faveur. Il est finalement arrêté et mis à mort avec d'autres conspirateurs, dont Théocritès.
Une autre menace pesant sur Justin vient de Vitalien. Ce général s'est déjà rebellé contre Anastase, et Justin avait participé à la répression de la sédition, mais Vitalien reste populaire parmi une partie de la population. Il constitue le principal représentant du parti en faveur du retour aux canons du concile de Chalcédoine et de la réconciliation avec la papauté. Dans un premier temps, Justin joue la carte de la conciliation et rappelle Vitalien et ses partisans de leur exil. La rencontre entre les deux hommes, accompagnés de Justinien, intervient lors d'une cérémonie religieuse à Chalcédoine. Ils se jurent fidélité et promettent de ne rien entreprendre l'un contre l'autre. Dès lors, Vitalien revient à Constantinople et obtient rapidement des commandements importants : il devient maître des milices praesentalis, c'est-à-dire qu'il dirige les troupes situées dans et à proximité de la capitale. Il occupe alors le devant de la scène avec Justinien et peut prétendre au titre de successeur potentiel de Justin, d'autant qu'il dispose d'un réel soutien venant de personnalités importantes, dont le pape. Sa nomination au consulat en 520 s'accompagne de grandes célébrations en son honneur, mais elle donne également lieu à des troubles urbains suscités par les factions. Si Vassiliev estime qu'elles symbolisent la popularité grandissante de Vitalien et le risque d'une révolte le conduisant au pouvoir, cette hypothèse reste incertaine. Quoi qu'il en soit, la puissance de Vitalien est certaine et représente une menace indéniable pour le pouvoir de Justin et, par voie de conséquence, pour celui présent et à venir de Justinien. Son assassinat peu de temps après laisse peu de places au doute quant aux instigateurs, même s'il n'est pas certain que Justin et Justinien ont coopéré pour échafauder cette élimination,. Elle n'entraîne pas de soulèvements ou de protestations particuliers au sein de la population, démontrant que la légitimité de Justin est solide. Parmi les nombreux conseillers de Justin, Justinien apparaît de plus en plus comme le second personnage de l'Empire, même si d'autres personnalités comme Proclus, questeur du Palais, occupent également une place importante.

### Troubles urbains

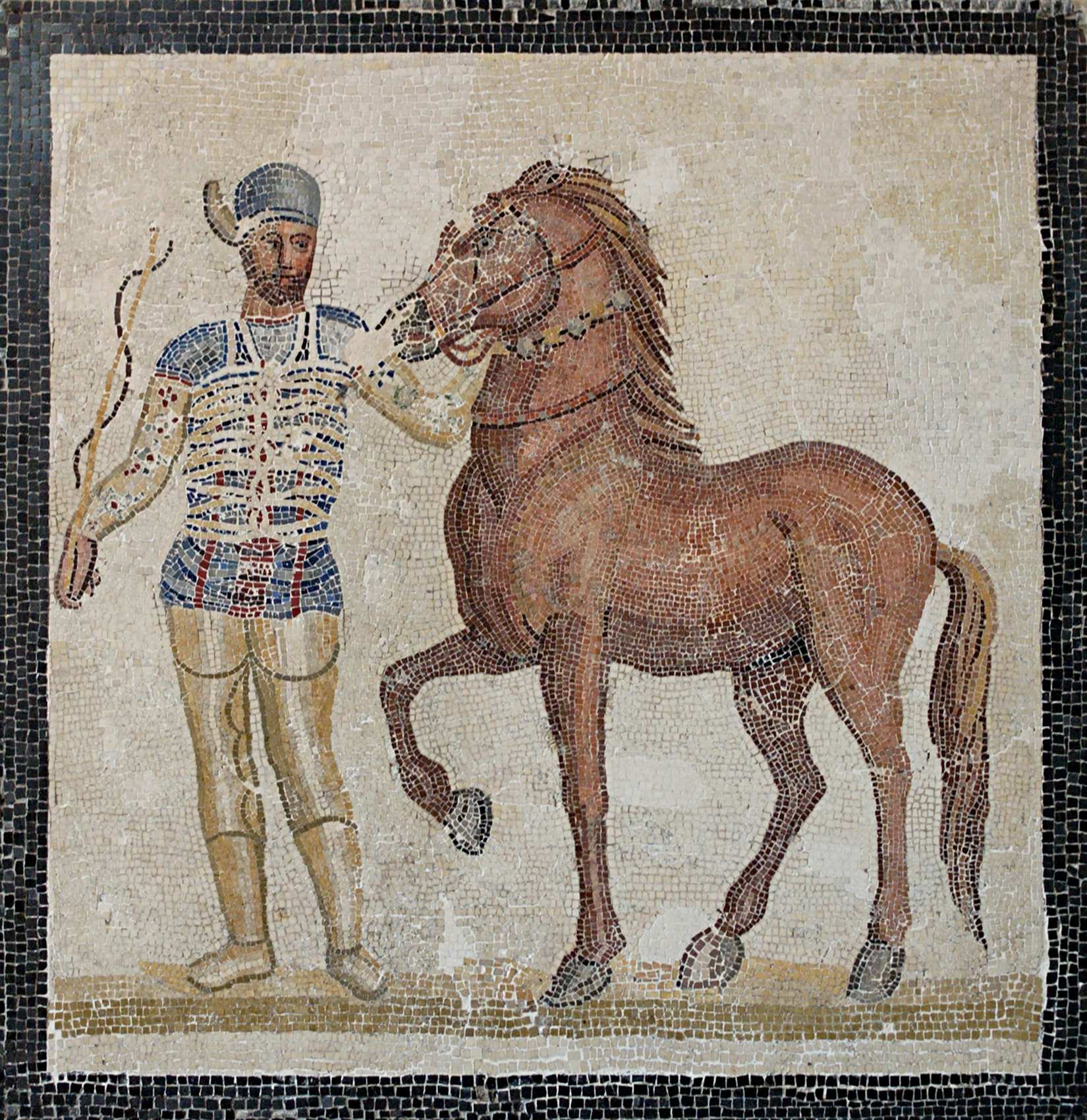
Mosaïque de pavement avec un aurige « bleu », palais Massimo alle Terme.

À l'image de ses prédécesseurs et de ses successeurs, Justin est confronté lors de son règne à la violence urbaine récurrente des factions. Ces quatre groupes sont d'abord les organisateurs des courses de chars très populaires. Deux d'entre eux se distinguent en particulier : les Bleus et les Verts, qui regroupent des catégories distinctes de la population et reflètent parfois les divisions de l'opinion publique byzantine sur certains thèmes, notamment les questions religieuses. De ce fait, leur affrontement sportif peut rapidement dégénérer en troubles violents, mobilisant des foules qui dépassent de loin les adhérents officiels de ces factions ou dèmes. Sous Justin, Justinien apporte sa préférence aux Bleus et les conflits entre les Bleus et les Verts tendent à se multiplier dans les différentes cités de l'Empire, engendrant une profonde insécurité. En outre, les Bleus représentent le parti chalcédonien auquel adhère Justin. Ils profitent du soutien impérial pour se livrer à des exactions souvent impunies, entraînant des représailles des Verts. Rapidement, ce climat d'insurrection coûte plus à Justin que ne lui rapporte le soutien des Bleus. En 523-524, il réagit et nomme Théodote préfet de la ville de Constantinople, avec pour mission de réprimer avec sévérité les troubles des factions. Le haut fonctionnaire s'acquitte avec zèle de sa charge, n'hésitant pas à condamner à mort les fauteurs de troubles, y compris un certain Ztikkas, un dignitaire particulièrement riche et partisan des Bleus. Toutefois, Justin finit par s'inquiéter de cette sévérité et le congédie, le remplaçant par Théodore Tèganistès qui poursuit la politique répressive. C'est aussi pour mettre un terme à la violence urbaine à Antioche qu'il interdit en 520 ou 521 les jeux olympiques antiques qui se tiennent encore dans cette cité, contribuant à la disparition de ces manifestations sportives empreintes de paganisme,. À la mort de Justin, le calme est relativement assuré dans les rues de la capitale et des principales cités de l'Empire,.

### Activité législative
L'activité législative de Justin est relativement réduite, sans être complètement dénuée d'intérêt. Vingt-huit de ses lois ont survécu, compilées dans le Code Justinien établi sous le règne de son neveu. Justin intervient en matière religieuse pour rétablir l'union avec Rome et réprimer les doctrines considérées comme hérétiques. Douze de ses lois concernent des procédures juridiques, notamment les appels ou les avocats et sont relativement techniques, au point qu'Ernst Stein a pu estimer que « l'activité législative de Justin est presque insignifiante. Elle traite principalement de questions juridiques sans importance historique ». Pourtant, d'autres textes s'intègrent dans un mouvement général de la société byzantine. Entre 520 et 524, il adopte une législation novatrice sur le mariage. En effet, elle renforce le statut de certaines femmes qui, en raison de leur profession, ne bénéficient pas toujours des droits usuels pour leur union (c'est notamment le cas des actrices). Elles peuvent désormais se marier normalement et les enfants issus de ces unions sont considérés comme légitimes. Cette loi n'intervient pas par hasard, car c'est à la même époque que Justinien s'éprend de Théodora, issue du milieu du spectacle. En dépit de la vive opposition d'Euphémie à ce mariage, elle légitime donc l'union du neveu de Justin et préfigure les législations de Justinien, relativement favorables aux femmes. En revanche, en 519, il annule la législation d'Anastase qui permettait aux enfants nés hors des liens du mariage d'hériter sous certaines conditions. Parmi les autres décrets de Justin, on peut mentionner celui sur les scholes palatines d'avril 527 qui renforce le contrôle impérial sur cette garde qui s'était opposée à son arrivée sur le trône. C'est désormais l'empereur lui-même qui en supervise le recrutement,.

## Un règne marqué par les querelles religieuses

### Contexte

Schéma des principales divergences théologiques des premiers siècles du christianisme.

Le règne de l'empereur Anastase est troublé par l'opposition entre orthodoxes fidèles aux enseignements du concile de Chalcédoine et monophysites. Ce conflit religieux se double d’un conflit politique entre la faction des Bleus, associée généralement à l’aristocratie et aux grands propriétaires terriens, et celle des Verts, qui représente plutôt le commerce, l'industrie et la fonction publique. Les Bleus sont généralement partisans de l'orthodoxie alors que de nombreux Verts, originaires des provinces de l'Est, favorisent le monophysisme. Homme d'une grande piété, Anastase est un fidèle tenant du monophysisme,,. Durant les vingt premières années de son règne, il maintient une stricte neutralité entre les deux camps, suivant en cela la logique de l'Hénotique promue par Zénon, promouvant une formule de compromis. Mais avec l'âge et devant l'agitation qui gagne la Syrie et la Palestine, ses sympathies monophysites se font plus évidentes. En 511, il fait démettre le patriarche Macédonius II de Constantinople ; l'année suivante, c'est le tour de celui d'Antioche, Flavien II, et en 516 de celui de Jérusalem, Élie Ier,,. Exploitant la sympathie du peuple à l'endroit de Macédonius, Vitalien, le comes foederatorum de Thrace, marche sur Constantinople à deux reprises et force l'empereur non seulement à le nommer magister militum de Thrace, mais aussi à convoquer un concile à Héraclée de Thrace. Celui-ci ayant échoué, Vitalien marche une troisième fois sur Constantinople mais est mis en échec par le préfet de la ville. Vitalien doit se retirer et la rébellion s'apaise, mais les forces de l'empire ont été sérieusement affaiblies par la guerre civile,.
Si ces querelles théologiques apparaissent parfois futiles, tant elles portent sur des points précis (en général, la double nature du Christ), elles revêtent une importance cardinale à l'époque. En effet, la définition de la vraie foi doit permettre de distinguer les chrétiens de ceux qui ne le sont pas et seuls ceux qui adhèrent à la doctrine considérée comme bonne peuvent mériter le salut.

### Le retour au concile de Chalcédoine

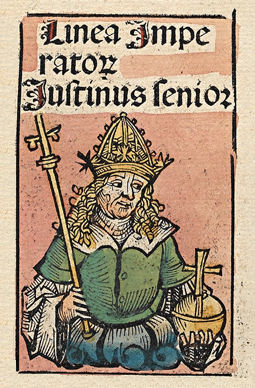
Page du manuscrit de la Chronique de Nuremberg représentant Justin Ier.

Dans ce contexte de tensions religieuses, Justin a été soutenu par une noblesse principalement partisane du parti chalcédonien et favorable au rétablissement des relations avec le pape. C’est donc surtout pour des considérations d’ordre politique que Justin renoue avec les canons du dernier concile, d'autant que Vitalien se tient prêt à prétendre au titre impérial au nom des pro-Chalcédoine. Dès le couronnement de Justin, la pression populaire se dirige vers le patriarche Jean, nommé peu avant la mort d'Anastase en raison de sa modération sur la question monophysite. Cependant, la population attend de sa part une position claire en faveur de Chalcédoine. Ils réclament notamment le rétablissement du nom du pape et des deux patriarches sur le diptyque, objet listant les bienfaiteurs de l'Église dont les noms sont énoncés durant la messe. Jean n'a d'autre solution que de réunir un synode qui se plie aux exigences populaires. Justin, qui vient tout juste d'être intronisé, est alors quelque peu dépassé par les événements. Pour reprendre le contrôle de la situation, il publie deux édits : le premier ordonne aux évêques de reconnaître le concile de Chalcédoine, et le second interdit à ses opposants l'exercice de toute fonction publique ou militaire. C'est un virage certain vers une logique répressive, car la mesure ne concerne pas uniquement les membres du clergé,. Rapidement, les autorités religieuses qui persistent dans le monophysisme sont déposées. Le patriarche d'Antioche Sévère est convoqué à Constantinople pour être jugé, mais il trouve refuge en Égypte. En effet, cette province de l'Empire, sujette à des tensions autonomistes, reste un bastion du monophysisme.
Le virage chalcédonien de Justin signifie aussi l'amélioration des relations avec la papauté, même si tous les pro-Chalcédoniens ne sont pas toujours en accord avec la vision papale. En septembre, lui, Justinien et le patriarche envoient trois lettres à Rome pour indiquer au pape le sens de la nouvelle politique religieuse. À Rome, le pape Hormisdas est un fervent partisan de Chalcédoine et rejette l'Hénotique. Il accueille favorablement les ouvertures au dialogue en provenance de l'Empire. En mars 519, cinq légats romains sont reçus pour un séjour de plus d'un an, afin de fixer les bases de ces nouvelles relations entre les deux pôles du christianisme. Le pape désire surtout que l'empereur signe un texte qui fait figure de véritable profession de foi, affirmant notamment la primauté de Rome sur Constantinople en matière théologique. En outre, il exige la radiation des diptyques des noms d'Acace de Constantinople et des quatre patriarches qui lui ont succédé, ainsi que des empereurs Zénon et Anastase qui se sont rendus coupables d'hérésie en soutenant le monophysisme au travers de la promotion de l'Hénotique. Or, nombre de partisans de ce document, sans être monophysites, refusent une telle concession. L'intransigeance du pape se mesure d'autant plus qu'en aucun cas il ne demande à ses légats de négocier, mais bien de recueillir la signature impériale. À cet égard, l'historien français Georges Tate n'hésite pas à parler d'un diktat. Justin l'accepte néanmoins, car il estime bénéfique politiquement l'union avec Rome et il contraint le patriarche à signer ce document le 28 mars, qui révoque l'Hénotique, tout en indiquant qu'il le fait en toute indépendance pour sauver les apparences, en dépit de la pression impériale. Le 31 mars, Justin proclame le rétablissement de l'union avec Rome et une loi prise à la même période prévoit une procédure spécifique pour attester de l'orthodoxie des soldats, qui doit être prouvée par trois témoins devant le commandant de l'unité. Jusqu'au courant de l'année 520, les légats papaux vérifient que ces gestes de bonne volonté sont effectivement suivis des faits. Ils notent que des résistances notables existent de la part du parti monophysite, toujours puissant dans certaines régions. Si Justin fait en sorte de promouvoir le concile de Chalcédoine, il hésite à opter pour une répression trop forte, susceptible d'entraîner des troubles importants au sein de l'Empire. Il ne dépose pas tous les évêques monophysites et certains évêques chalcédoniens congédiés par Anastase ne sont pas rétablis. Justin est surtout attentif à préserver le calme en Égypte, une province d’une grande importance stratégique car elle entretient des liens forts avec le royaume d'Aksoum. De surcroît, la résistance vient aussi des signataires de l'Hénotique en général, qui ressentent mal cette soumission au pape même s'ils ne sont pas monophysites. Finalement, le départ des légats en juillet 520 et la mort de Vitalien, allié du pape, constituent un tournant. Justin est désormais plus libre de ses mouvements dans sa politique religieuse.
Justin essaie de favoriser une coexistence pacifique entre les différents courants religieux qui parcourent l'Empire. Il désire aussi que le pape fasse preuve de plus de souplesse dans ses exigences envers l'Empire, au risque de provoquer des dissensions croissantes s'il refuse. Justinien envoie lui-même une lettre au pape lui demandant de ne pas rayer des diptyques le nom des nombreux évêques orientaux signataires de l'Hénotique. Le nouveau patriarche, Épiphane de Constantinople, tempère aussi le principe de la primauté romaine, qu'il juge purement honorifique. Justin envoie une nouvelle lettre au pape, dans laquelle il ne conteste pas ses positions, mais lui demande d'accepter des compromis. Si le pape appose un refus formel, il renonçait à une tutelle trop étroite sur les affaires religieuses au sein de l'Empire romain d'Orient. La mort d'Hormisdas en 523, remplacé par Jean Ier, facilite un assouplissement des positions romaines. Dès lors, Justin est plus libre de trouver une formule théologique faisant consensus entre monophysites et chalcédoniens. Toutefois, aucune des différentes formules élaborées ne parvient à satisfaire les différentes parties en présence et la répression se poursuit, parfois sans que le gouvernement impérial ne soit directement impliqué. Cette ambiguïté perdure tout au long du règne de Justin. Certains chefs monophysites sont exilés par décision de l'empereur, comme Philoxène de Mabboug. Si des régions sont relativement épargnés, à l'image de l'Égypte, d'autres font l'objet de mesures sévères contre les monophysites. C'est le cas en Syrie et en Mésopotamie où les deux camps sont présents à parts égales, débouchant sur des confrontations locales. Le patriarche d'Antioche Paul II mène une intense campagne de répression, faisant par exemple déporter un évêque monophysite à Édesse. Ses abus sont tels que l'empereur est contraint de le déposer en 522. Cette confusion démontre bien l'ambiguïté de la politique de Justin, oscillant entre des poussées répressives et la nécessité de parvenir à des compromis pour préserver la paix interne et l'unité des chrétiens, alors qu'il n'hésite pas à soutenir des monophysites hors des frontières de l'Empire,.

### Le retour en force de l'Empire romain en Italie

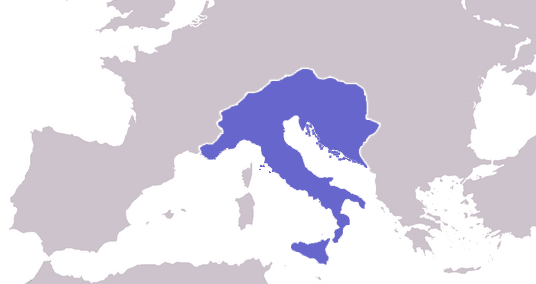
Carte du royaume ostrogoth qui occupe toute la péninsule italienne.

L'évolution favorable des relations entre Rome et Constantinople a un autre impact sur la politique impériale. De plus en plus, l'Empire d'Orient s'intéresse à l'Occident et à la péninsule italienne, cœur historique de la puissance romaine désormais occupée par le royaume ostrogoth de Théodoric le Grand. Pour ce dernier, le rapprochement entre Rome et Constantinople a des conséquences concrètes. L'aristocratie romaine toujours présente et la papauté perçoivent Justin comme un protecteur potentiel et non plus comme un hérétique. Pour éviter toute dégradation des relations avec l'Empire romain d'Orient, qui reste le suzerain en droit des Ostrogoths, Théodoric demande à Justin de reconnaître Eutharic comme son successeur. En effet, il a besoin de l'assentiment impérial pour lui assurer la légitimité. Justin accepte, l'adopte comme « fils d’armes » et lui confère la citoyenneté romaine. Plus encore, il le nomme à la prestigieuse fonction de consul pour l'année 519, mais la mort prématurée d'Eutharic quelques années plus tard rend ces manœuvres inutiles,. La question de la succession est à nouveau posée alors que Boèce est magister officiorum (chef de l'administration) de Théodoric. Il essaie alors de rétablir de bonnes relations avec Constantinople. Toutefois, le Sénat romain, toujours actif, s'immisce dans la question successorale et prend des initiatives sans en avertir Théodoric. L'un de ses membres, Albinus, envoie une lettre à Justin pour lui faire part du problème. Quand Théodoric l'apprend, il est furieux. Il arrête Albinus et le juge. Boèce tente d'interjeter en sa faveur, mais il ne fait que renforcer la suspicion de Théodoric, qui le soupçonne de duplicité avec Constantinople. Emprisonné en 523, il meurt l'année suivante. Ces évolutions témoignent du maintien de relations réelles entre l'aristocratie romaine, soumise à la domination des Ostrogoths, et l'Empire romain d'Orient.
Dans le même temps, une partie de l'aristocratie ostrogothe reste méfiante envers Constantinople et manifeste des volontés d'indépendance. En outre, les Ostrogoths demeurent des partisans de l'arianisme, une doctrine chrétienne contraire à la foi orthodoxe. Or, en 524, un décret impérial les condamne et fait fermer leurs églises sur le territoire impérial, en particulier dans la capitale. Il prévoit aussi l'exclusion de toutes fonctions publiques, civiles et militaires, pour tous les citoyens reconnus comme sectateurs ariens. C'est sûrement l'influence de Justinien qui se fait déjà ressentir, mais cette décision compromet les relations entre Constantinople et l'Italie. Le pape Jean, qui doit composer avec un royaume ostrogoth arien, se rend à Constantinople pour parvenir à une conciliation. En effet, Théodoric menace de réprimer les catholiques si les ariens de Constantinople sont eux-mêmes privés de leurs biens et de leur droit à vivre leur croyance. Justin le reçoit en 526 et se fait à nouveau couronner empereur, mais refuse de revenir sur sa législation ; tout juste consent-il à permettre aux Goths de servir comme Fédérés, à la différence des autres peuples hérétiques. En représailles, Théodoric emprisonne le pape à son retour (il meurt peu de temps après des suites de mauvais traitements) et pourrait avoir envisagé la prise de mesures répressives contre les catholiques,. Progressivement, l'emprise des Ostrogoths sur la péninsule italienne s'affaiblit. La papauté est de nouveau alliée à l'empereur et la rupture est consommée avec la vieille aristocratie romaine. En outre, la mort de Théodoric marque la fin de l'alliance avec le royaume wisigoth d'Espagne. Justinien sait profiter de cet affaiblissement pour reprendre l'Italie sous son règne.
En revanche, avec le royaume vandale établi à Carthage, le règne de Justin est marqué par un réchauffement des relations quand le roi Hildéric arrive au pouvoir en 523. Le visage de Justin est même gravé sur les monnaies vandales. Cela s'explique par la politique de tolérance qu'il applique envers les catholiques, alors que les Vandales sont traditionnellement des partisans de l'arianisme mais aussi peu disposés à reconnaître la supériorité même formelle de l'Empire romain d'Orient. Par conséquent, cette alliance de circonstance, plutôt dirigée contre les Ostrogoths, reste fragile,.

## Politique étrangère

### Guerre contre les Sassanides

Le royaume de Lazique, source de tensions entre les Perses et les Byzantins.

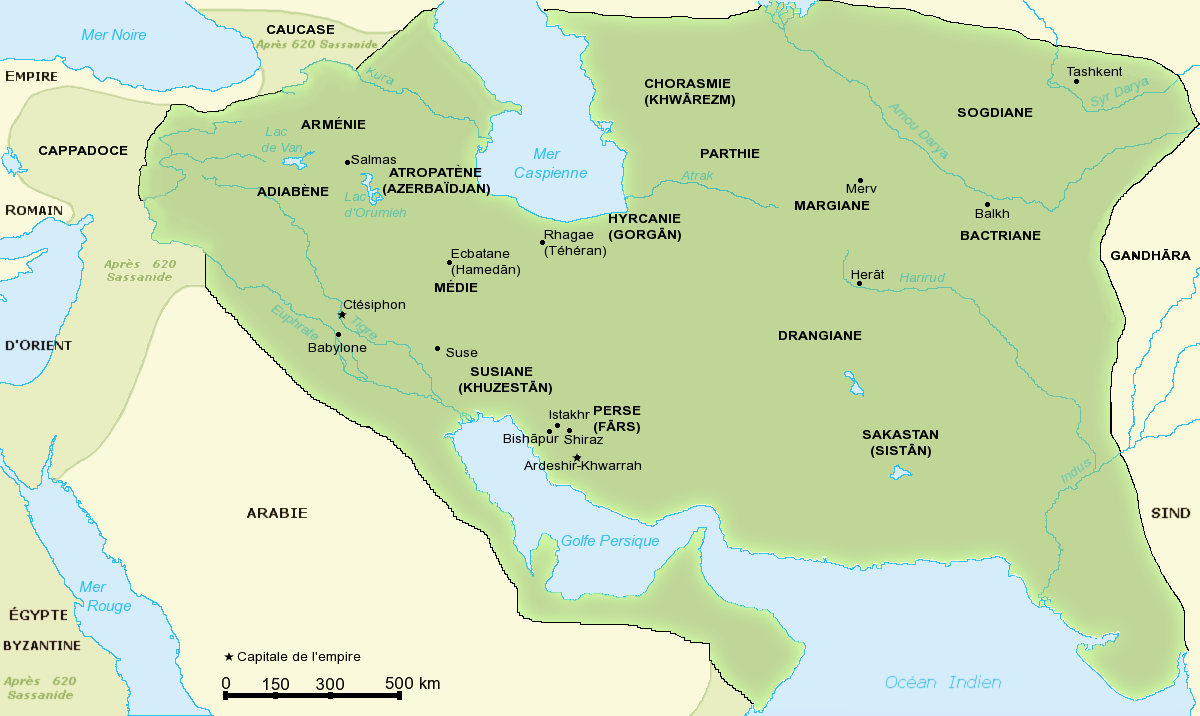
L'Empire des Sassanides fut pendant des siècles l'un des adversaires les plus acharnés de l'Empire byzantin.

Au cours du règne de Justin Ier, les frontières extérieures sont peu menacées et l'Empire connaît une période de paix. Dans les Balkans, seule une incursion des Antes en 525 menace la souveraineté byzantine sur la région, mais ils sont vaincus et repoussés au-delà du Danube. Toutefois, les relations restent tendues avec l'empire des Perses sassanides, qui constitue le rival historique de l'Empire romain d'Orient. En dépit de la paix signée à la suite de la guerre d'Anastase, les deux empires maintiennent des contentieux et tentent d'accroître leur influence sur les territoires situés à leurs marges. Ainsi, dans le Caucase, l'Empire byzantin essaie de soustraire le royaume de Lazique du giron perse. En 522, le nouveau roi des Lazes, Tzath Ier se tourne vers Justin et non vers l'empereur perse qui est pourtant son suzerain. Cet événement accroît les tensions byzantino-perses autour du contrôle du Caucase. Tzath est baptisé et marié à une noble byzantine. Grâce à cette nouvelle alliance, les Byzantins peuvent compter sur un État-tampon qui les protège d'invasions venues du Nord, d'autant que les Svanes aussi se rapprochent de Constantinople. De plus, le royaume de Lazique constitue un débouché de choix pour les exportations de sel, de vin et de blé, alors qu'elle importe des esclaves et du cuir. Le roi sassanide Kavadh Ier proteste et tente de susciter l'invasion de l'Empire par les Huns Sabires, mais la diplomatie de Justin prouve encore une fois son efficacité, car il parvient à retourner les Huns contre les Perses. Informé par Justin en personne de la trahison du chef des Huns, Kavadh le fait exécuter. L'habileté diplomatique des Byzantins leur permet ainsi d'affermir leur domination sur le royaume de Lazique.

Carte de la frontière perso-byzantine.

En outre, Kavadh ne peut d'autant moins provoquer de guerre avec les Byzantins qu'il doit préparer sa propre succession. Face au risque de conflits entre ses différents fils, il préfère garantir la paix avec Justin et lui propose d'adopter son fils Khosro, à qui il prévoit de confier le trône à sa mort. Il espère de cette manière renforcer sa légitimité auprès de la noblesse perse et éviter le risque que les Byzantins ne profitent des troubles internes liés à la succession pour attaquer le territoire sassanide. De leur côté, Justin et Justinien pourraient avoir prêté une oreille attentive à une telle proposition. Toutefois, Proclus leur fait remarquer que cette adoption pourrait favoriser des prétentions futures de Khosro sur le trône byzantin, comme le lui permet la loi romaine. Une autre forme d'adoption, « par les armes », est envisagée, mais les négociations échouent, notamment en raison de la colère que provoque chez Khosro l'éventualité d'être adopté à la manière des Germains et non des Romains. De surcroît, il semble que les Perses remettent sur la table la question du royaume de Lazique. Quoi qu'il en soit, le projet est abandonné alors même que les deux empereurs voulaient explorer les possibilités de compromis. Dès lors, un climat de méfiance s'installe entre les deux puissances,,.
Finalement, c'est encore le Caucase qui enflamme les relations perso-byzantines. Cette fois-ci, c'est le royaume d'Ibérie, frontalier au royaume de Lazique, qui est l'objet d'un contentieux entre les deux puissances. Le Prince Gourguen, sous le règne du Roi Bakour II d'Ibérie fait appel à la protection des Byzantins, face aux tentatives perses d'imposer le zoroastrisme sur son territoire pour arrêter la progression du christianisme dans la région. Justin profite de la situation et envoie des hommes assister Gourguen, tandis que Probus se rend chez les Huns pour les mobiliser contre les Perses. Toutefois, il échoue dans cette mission et l'Ibérie est envahie par les Perses. Gourguen est contraint à l'exil à Constantinople tandis que la guerre entre les Byzantins et les Sassanides reprend. Les forces de Justin ne parviennent pas à conserver l'Ibérie, mais des généraux comme Bélisaire et Sittas réussissent quelques coups d'éclat contre les Perses en pillant la Persarménie. Cependant, à l'occasion d'une de ces incursions, Bélisaire est vaincu par deux généraux arméniens au service des Perses. Lors des derniers mois du règne de Justin, des tentatives de négociations ont lieu entre les deux empires, alors qu'aucun d'entre eux ne parvient à prendre le dessus. Ainsi, à l'été 527, les Byzantins s'emparent de Nisibe et de sa région, mais ils sont finalement vaincus par les Perses. Une trêve est signée au mois d'août, mais la guerre reprend finalement sous le règne de Justinien jusqu'en 532,,.

### La promotion du christianisme en mer Rouge

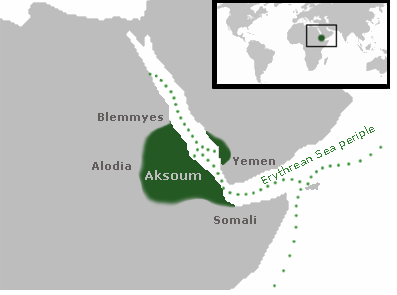
Le royaume d'Aksoum.

La politique étrangère de Justin se déploie jusqu'aux confins du monde chrétien, prenant la suite des premiers mouvements d'Anastase dans la région. Dans ce cadre, elle s'intègre dans l'opposition avec la Perse pour le contrôle plus global du Moyen-Orient, de la péninsule arabique et du commerce maritime entre l'Orient et l'Occident. La domination sur la mer Rouge acquiert une portée stratégique centrale, car elle permet à l'Empire byzantin de contourner la Perse pour nouer des relations avec les mondes indiens et chinois. Justin accorde son soutien au royaume d'Aksoum, engagé dans une confrontation avec le roi yéménite du Himyar Dhu Nuwas, converti au judaïsme et décidé à persécuter les chrétiens de la région. Pour cela, il fournit des navires au roi Ella Asbeha qui peut rétablir sa domination sur la rive yéménite de la mer Rouge. Ce succès permet d'installer le christianisme le long de cette mer, partagé entre le monophysisme et le catholicisme issu du concile de Chalcédoine, soutenu par Constantinople. Dans cette politique étrangère, c'est le soutien au christianisme en général qui guide l'action de Justin ; peu importe qu'Ella Asbeha soit monophysite. L'empereur byzantin apparaît alors comme le protecteur des chrétiens par-delà les frontières de l'Empire. Justinien poursuit cette stratégie lors de son règne en s'efforçant de consolider son alliance avec les chrétiens d'Éthiopie, tant sur le plan militaire que dans le domaine commercial, avec des résultats contrastés,.

## Une succession préparée

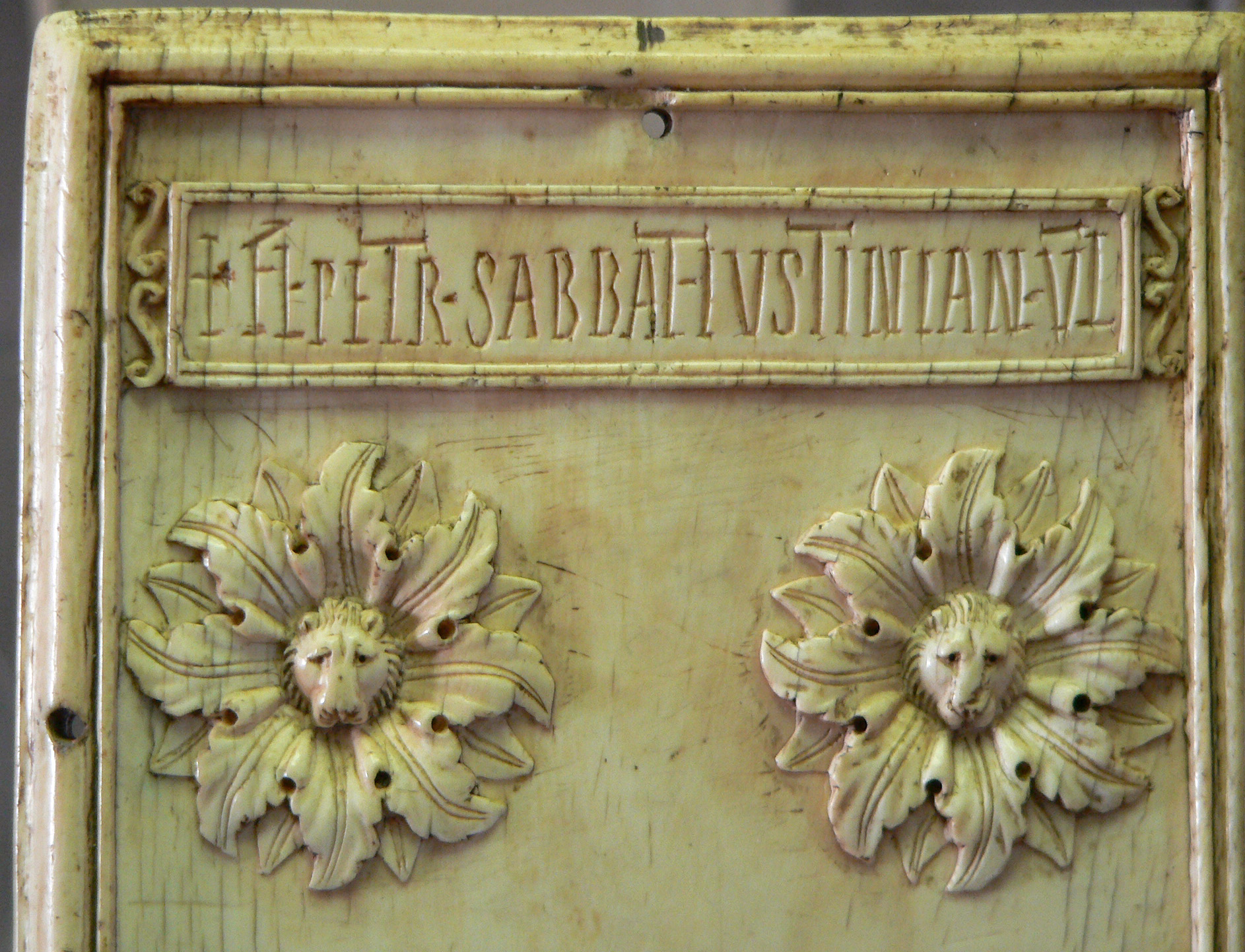
Diptyque consulaire daté de 521, présentant le nom complet de Justinien.

Tout au long de son règne, Justin gouverne avec Justinien. Celui-ci est l'un des neveux de Justin et le fils de sa sœur Vigilantia. Il le fait venir à Constantinople probablement les premières années du VIe siècle. Justinien, lui aussi originaire d'une famille de paysans, est alors âgé d'une vingtaine d'années et Justin s'assure de lui donner une excellente éducation. Il est alors probablement conscient des limites liées à son manque de culture et désire que son neveu et fils adoptif ne souffre pas des mêmes manques que lui. Il reçoit donc une formation solide dans des matières diverses, comme la théologie ou le droit. En outre, Justin le fait rentrer dans l'armée, mais son éducation militaire reste très théorique : Justinien ne se trouve jamais en situation de combattre. Il est admis dans les Scholes palatines en tant que candidati, soit la garde d'honneur dont le rôle est purement cérémoniel. Dès qu'il arrive sur le trône, Justin s'assure de la promotion de son neveu aux plus hautes fonctions. Trois mois après le début du règne de Justin, Justinien a déjà écrit plusieurs lettres au pape concernant la fin du schisme, attestant de sa participation au gouvernement. En 520, il est nommé maître des milices prasentalis, c'est-à-dire qu'il dirige les forces armées situées dans les environs de la capitale. L'année suivante, il devient consul et fait donner d'importants jeux pour commémorer cet événement, ce qui le fait gagner en popularité,. En 523, il devient patrice, entrant ainsi dans l'élite de l'aristocratie de la capitale, puis nobellissime et enfin césar en 525. Ces deux dernières nominations pourraient bien avoir été acquises par le Sénat en dépit de la résistance de Justin, peu favorable à une ascension trop rapide de son neveu,. Il est alors le successeur désigné de Justin qui ne lui confère la dignité suprême, celle d'auguste, que le 1er avril. L'empereur est alors à l'article de la mort, alors que de vieilles blessures de guerre se réveillent, et il finit par mourir le 1er août 527. Justinien lui succède sans difficultés et inaugure le règne considéré comme le plus éclatant de l'histoire byzantine.

## Historiographie

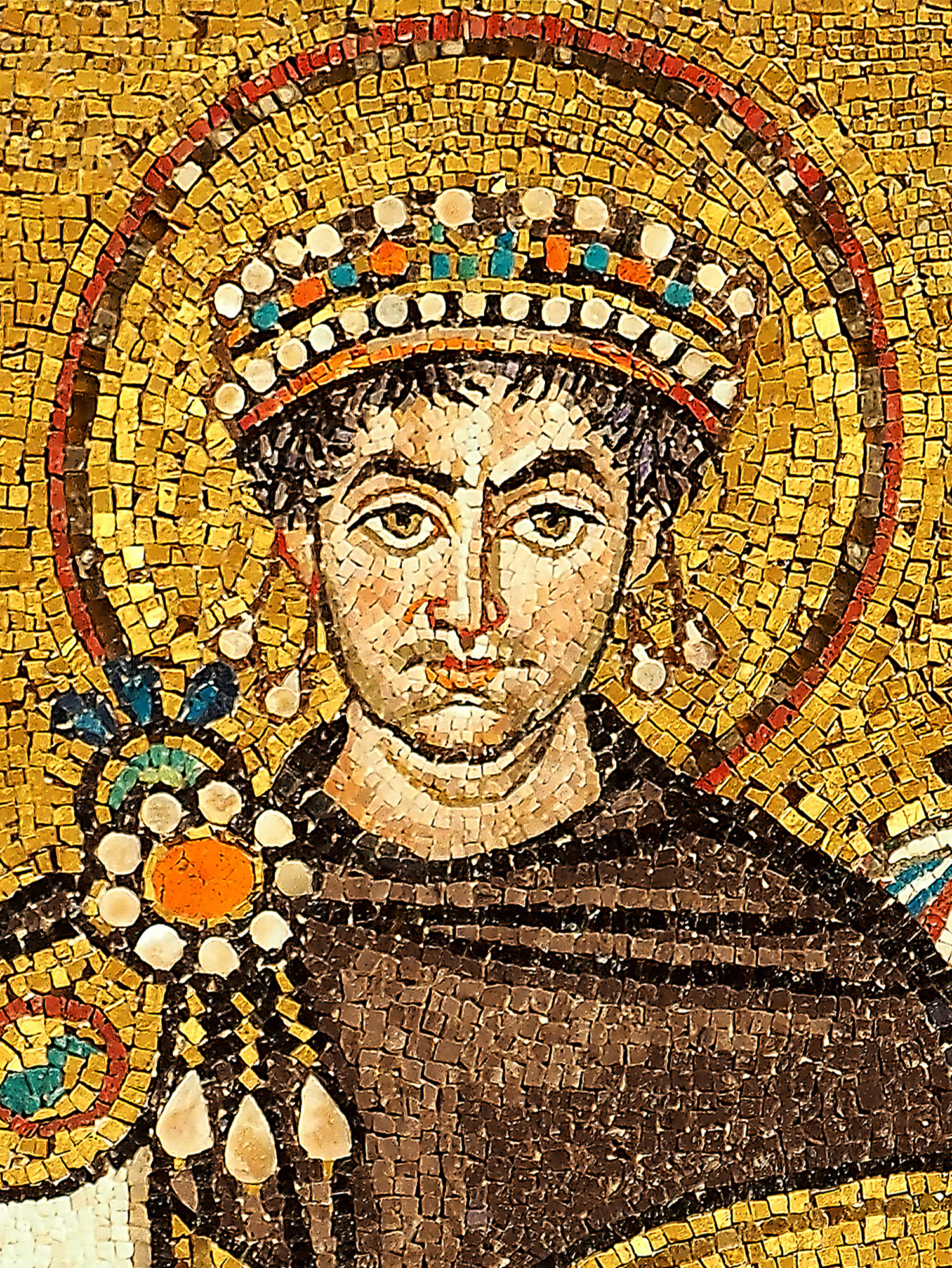
Mosaïque de la basilique Saint-Vital de Ravenne représentant Justinien.

Le personnage de Justin a souvent fait l'objet de jugements assez partiaux sur son règne. En effet, à la suite de chroniqueurs contemporains qui estiment que c'est Justinien qui exerce la réalité du pouvoir, les historiens modernes ont parfois considéré que Justin n'a pas de réelle influence sur la direction de l'Empire. Procope de Césarée, principal historien de l'époque, brosse un portrait peu flatteur de lui, rappelant son absence d'éducation et la sénilité grandissante qui l'atteint alors qu'il est déjà âgé au moment d'arriver sur le trône. Il écrit ainsi : « Il était extraordinairement sot et ressemblait tout à fait à un âne stupide et prêt à suivre, en agitant continuellement les oreilles, qui le tirait par la bride ». Il n'en faut pas plus pour qu'il considère qu'il est totalement inféodé à ses conseillers et notamment à Justinien, dont il estime qu'il exerce la réalité du pouvoir dès 518. L'Histoire des patriarches de l'Église d'Alexandrie va jusqu'à omettre complètement le règne de Justin pour ne parler que de celui de Justinien. L'historien britannique du XVIIIe siècle Edward Gibbon, dans son Histoire de la décadence et de la chute de l'Empire romain, premier ouvrage moderne sur l'histoire romaine et byzantine, n'hésite pas à reprendre ce jugement d'un berger inculte et âgé, inapte au pouvoir. Les auteurs modernes sont généralement plus nuancés, mais accréditent l'idée d'une emprise de Justinien sur le gouvernement impérial. Paul Lemerle affirme que « Justin fut assisté et conseillé par son neveu, Justinien. Bien que Justinien n'ait été officiellement associé à l'empire qu'en 527, on peut considérer qu'il gouverna dès 518 ». Georg Ostrogorsky a un avis similaire. De même, Alexandre Vassiliev, qui est le seul auteur à avoir consacré un ouvrage au règne de Justin, lui donne pour sous-titre « Une introduction à l'époque de Justinien le Grand ». Il considère donc explicitement la période 518-527 comme un prélude au règne grandiose de Justinien, lors duquel ce dernier gagne en expérience politique : « Bien sûr que le règne de Justin est une introduction à celui de Justinien, mais elle est d'une importance cruciale. Elle prépare le terrain et pose de solides fondations pour l'œuvre à venir de Justinien, et nous devons nous rappeler que l'influence de Justinien est déterminante dès les premiers temps du règne de Justin. Par conséquent, dès que Justinien revêt seul la pourpre impériale, il poursuit les politiques déjà entamées ». Néanmoins, ce livre est aussi l'occasion de revenir sur certains préjugés envers Justin, notamment son illettrisme.
D'autres historiens plus récents ont un avis plus nuancé sur la question des relations entre Justinien et Justin dans le gouvernement de l'Empire. Il est évident que Justinien occupe une place de plus en plus importante et que Justin le destine très tôt aux plus hauts offices impériaux, comme en témoigne l'éducation qu'il lui donne. Dans sa biographie à propos de Justinien, Georges Tate estime que Justin abandonne progressivement le contrôle sur la politique impériale à mesure qu'il vieillit, tout en rappelant que d'autres conseillers influencent le gouvernement, que ce soit Vitalien au début du règne ou Proclus. Il met en exergue les liens forts entre les deux hommes. Justinien doit toute son ascension à son oncle, tandis que ce dernier a besoin de son neveu pour gouverner : « L'élévation de Justinien au trône est entièrement due à Justin. Sans lui, ses chances étaient inexistantes. Mais il est vrai aussi que Justin joua un rôle de moins en moins actif dans le gouvernement de l'Empire et que, sans Justinien, il n'en aurait peut-être joué aucun car, à son avènement, il n'avait pas d'équipe pour exercer le pouvoir ». Ces destins entremêlés n'empêchent d'ailleurs pas l'existence d'une forme de jalousie de Justin envers son fils adoptif et ses visées sur le trône impérial car, pour Justinien, « consolider le pouvoir de son oncle et préparer sa propre accession au trône étaient une seule et même chose ». Pierre Maraval souligne que Justin se méfie d'une ascension trop rapide de son neveu. Quand les sénateurs lui conseillent de le couronner co-empereur rapidement pour préparer une succession, il aurait déclaré : « Prenez garde à un jeune homme qui a le droit de porter ce vêtement », repoussant ce couronnement aux derniers mois de son existence. Enfin, il souligne qu'en dépit de l'influence certaine de Justinien sur les destinées de l'Empire, il n'a pas les coudées franches, car il ne met en place les grands éléments de sa politique (rénovation impériale, codification du droit, œuvre architecturale) qu'après la mort de son oncle. En définitive, « les neuf années de corégence permirent à Justinien du moins de bien connaître les mécanismes du pouvoir et les problèmes auxquels il devrait faire face une fois seul à la tête de l'empire ».
Dans l'article qu'il consacre spécifiquement à la question en 2007, Brian Croke est globalement du même avis que Pierre Maraval. Il met en avant le rôle central de Justin dans la politique religieuse qu'il mène dès les premiers mois de son règne, alors qu'il est clairement en pleine possession de ses moyens. Justinien ne peut espérer avoir l'influence d'un empereur ou même d'un co-empereur, comme en témoignent ses relations difficiles avec Euphémie qui bloque un temps son union avec Théodora. En définitive, il dénonce l'influence toujours vivace des jugements de Procope de Césarée à propos de Justin, alors même que les portraits qu'il brosse de nombreux personnages dans son Histoire secrète sont aujourd'hui perçus comme caricaturaux. Plus encore, il critique la vision du règne de Justin comme une simple introduction à celui de Justinien, dans lequel ce dernier reçoit une forme d'apprentissage, et estime qu'il mérite d'être étudié pour lui-même.